# Stdio.h
stdio.h, che sta per "standard input-output header", è l'header file della libreria standard del C che contiene definizioni di macro, costanti e dichiarazioni di funzioni e tipi usati per le varie operazioni di input/output. È compatibile con il C++, anche se quest'ultimo linguaggio di programmazione usa anche l'header file cstdio, che aggiunge alcune funzioni sovraccariche per lavorare anche con le variabili long.
Le funzioni dichiarate in stdio.h sono molto famose, poiché, essendo parte della libreria standard del C, il loro funzionamento è garantito su ogni piattaforma per la quale esista un compilatore C. Le applicazioni studiate per una particolare piattaforma, però, potrebbero utilizzare direttamente le chiamate di I/O del sistema operativo, piuttosto che le funzioni di stdio.h.

## Esempio di utilizzo
Tutte le funzioni, in C e nei suoi derivati, sono dichiarate negli header file. Il programmatore, perciò, deve includere l'header stdio.h nel codice sorgente per poter utilizzare le funzioni dichiarate al suo interno.
```
#include
 
<stdio.h>

int
 
main
(
void
)

{

  
int
 
c
;

  
while
 
((
c
 
=
 
getchar
())
 
!=
 
EOF
)

    
putchar
(
c
);

  
putchar
(
'\n'
);

  
return
 
0
;

}

```

Il programma qui sopra legge tutto l'input dallo standard input e lo visualizza sullo standard output, carattere per carattere.

## Funzioni
Le funzioni dichiarate in stdio.h possono generalmente essere divise in due categorie: le funzioni per la manipolazione di file e quelle per la manipolazione dell'input/output.
| Nome                                            | Descrizione |
| ----------------------------------------------- | --- |
| Funzioni per la manipolazione di file           | |
| fclose                                          | Chiude il file associato al valore FILE * passatole. |
| fopen, freopen, fdopen*                         | Apre un file in lettura o scrittura. |
| remove                                          | Rimuove un file. |
| rename                                          | Rinomina un file. |
| rewind                                          | Agisce come se fosse stata chiamata la funzione fseek(stream, 0L, SEEK_SET) sullo stream passatole; in aggiunta, cancella il suo indicatore d'errore. |
| tmpfile                                         | Crea ed apre un file temporaneo, che viene poi cancellato e chiuso con fclose(). |
| Funzioni per la manipolazione dell'input/output | |
| clearerr                                        | Cancella l'indicatore di fine file e quello d'errore per un dato stream. |
| feof                                            | Controlla se l'indicatore di fine file è stato settato per un dato stream. |
| ferror                                          | Controlla se l'indicatore d'errore è stato settato per un dato stream. |
| fflush                                          | Forza lo svuotamento del buffer output per un dato stream, provocando l'immediata scrittura su file. |
| fgetpos                                         | Salva la posizione corrente associata allo stream passato come primo argomento (un FILE *) nel secondo argomento passatole (un fpos_t *). |
| fgetc                                           | Restituisce un carattere da un file. |
| fgets                                           | Restituisce una stringa presa da un file, terminata da un carattere di nuova riga ('\n') o dal carattere nullo ('\0'). |
| fputc                                           | Scrive un carattere su un file. |
| fputs                                           | Scrive una stringa su un file. |
| ftell                                           | Restituisce un indicatore di posizione sul file che può essere passato alla funzione fseek(). |
| fseek                                           | Si sposta attraverso un file. |
| fsetpos                                         | Imposta l'indicatore di posizionamento del file di uno stream associato al primo argomento (un FILE *) come memorizzato nel suo secondo argomento (un fpos_t *).                                                                                         |
| fread                                           | Legge da file dei dati di diverse dimensioni. |
| fwrite                                          | Scrive su file dei dati di diverse dimensioni. |
| getc                                            | Legge e restituisce un carattere dallo stream passatole ed incrementa l'indicatore di posizionamento nel file; è possibile che venga implementato come macro con gli stessi effetti di fgetc(), tranne che potrebbe agire sullo stream più di una volta. |
| ungetc                                          | Restituisce allo stream almeno un carattere. Alla successiva chiamata di getc verrà passato il carattere restituito da ungetc |
| getchar                                         | Ha gli stessi effetti di getc(stdin). |
| gets(1)                                         | Legge caratteri da stdin finché non incontra un carattere di nuova riga (newline) o un EOF e salva il risultato nell'argomento passatole (char *). |
| printf, fprintf, sprintf, snprintf              | Utilizzato per stampare vari tipi di dato su stdout. |
| vprintf                                         | Anch'essa utilizzata per stampare su stdout. |
| perror                                          | Scrive un messaggio di errore su stderr. un carattere in uno stream di input. |
| puts                                            | Scrive una stringa su stdout. |

 Note
* Non parte dello standard ISO.
(1) Rimossa nello standard C11.

## Costanti
Le costanti definite in stdio.h includono:
| Nome         | Valore                                                         | Descrizione |
| ------------ | -------------------------------------------------------------- | --- |
| EOF          |                                                                | Un numero intero negativo di tipo int usato per indicare la condizione di raggiunto fine file. |
| BUFSIZ       |                                                                | Un intero indicante la dimensione del buffer usato dalla funzione setbuf(). |
| FILENAME_MAX |                                                                | La dimensione di un array di char grande abbastanza da contenere il nome di un qualsiasi file gestibile su una particolare architettura.                                                           |
| FOPEN_MAX    | >= 8                                                           | Il numero minimo di file che possono essere aperti contemporaneamente in una particolare implementazione architettura.                                                                             |
| _IOFBF       |                                                                | Abbreviazione di "I/O fully buffered", cioè "I/O completamente bufferizzato"; è un intero che può essere passato alla funzione setvbuf() per richiedere che uno stream sia bufferizzato a blocchi. |
| _IOLBF       |                                                                | Abbreviazione di "I/O line buffered", cioè "I/O bufferizzato per linee"; è un intero che può essere passato alla funzione setvbuf() per richiedere che uno stream sia bufferizzato per linee.      |
| _IONBF       |                                                                | Abbreviazione di "I/O not buffered", cioè "I/O non bufferizzato"; è un intero che può essere passato alla funzione setvbuf() per richiedere che uno stream non sia bufferizzato.                   |
| L_tmpnam     |                                                                | La dimensione di un array di char grande abbastanza per conservare il nome di file temporaneo generato dalla funzione tmpnam().                                                                    |
| NULL         | Generalmente viene definito come 0, oppure 0L, oppure (void*)0 | Una macro che espande nella costante puntatore nullo; in altre parole, una costante che rappresenta un valore che è garantito essere l'indirizzo di una posizione non valida nella memoria.        |
| SEEK_CUR     |                                                                | Un intero che può essere passato alla funzione fseek() per richiedere un posizionamento relativo rispetto alla posizione attuale nel file.                                                         |
| SEEK_END     |                                                                | Un intero che può essere passato alla funzione fseek() per richiedere il posizionamento alla fine del file.                                                                                        |
| SEEK_SET     |                                                                | Un intero che può essere passato alla funzione fseek() per richiedere il posizionamento all'inizio del file.                                                                                       |
| TMP_MAX      | >= 25                                                          | Il massimo numero di nomi di file unici generabili dalla funzione tmpnam(). |

## Variabili
Le variabili definite in stdio.h includono:
| Nome   | Descrizione                                                                                     |
| ------ | ----------------------------------------------------------------------------------------------- |
| stdin  | Un puntatore a FILE che si riferisce allo stream di standard input, generalmente la tastiera.   |
| stdout | Un puntatore a FILE che si riferisce allo stream di standard output, generalmente un terminale. |
| stderr | Un puntatore a FILE che si riferisce allo stream di standard error, generalmente un terminale.  |

## Tipi di dato
I tipi di dato definiti in stdio.h sono:
| Nome   | Descrizione |
| ------ | --- |
| FILE   | Una struttura contenente le informazioni su un file (o in genere uno stream), necessarie per eseguire su di esso le operazioni di input/output, come ad esempio: - la posizione attuale nello stream - un indicatore di fine file - un indicatore d'errore - un puntatore al buffer dello stream, se applicabile |
| fpos_t | Un tipo scalare capace di identificare univocamente la posizione di ogni byte in un file. |
| size_t | Un tipo intero che è il tipo del valore restituito dall'operatore sizeof. |